# Vladimir Cosma
Vladimir Cosma, apparso anche con gli pseudonimi Miroslav Cadim, Richard Eldwyn e C. Pïmper (Bucarest, 13 aprile 1940), è un compositore, direttore d'orchestra, violinista, pianista e arrangiatore rumeno naturalizzato francese, noto soprattutto come autore di musiche per film e serie televisive.
Nato in Romania, vive in Francia dal 1963. Ha composto, dalla fine degli anni sessanta ad oggi, melodie per oltre 200 film e si è aggiudicato vari premi, tra cui il Premio César (per due volte).
In carriera, ha collaborato con vari registi, come: Claude Pinoteau, Jean-Marie Poiré, Yves Robert, Ettore Scola, Francis Veber, ecc.

Tra i film di cui ha composto la colonna sonora, ricordiamo: Il tempo delle mele (La boum, 1980), Diva (1981), Il tempo delle mele 2 (1982), Il tempo delle mele 3 (L'étudiante, 1988), La cena dei cretini (1998), ecc. Ha composto anche alcune musiche per serie televisive, come Michele Strogoff (1975).

Tra le canzoni più famose "firmate" da Cosma, figurano, tra le altre Reality, interpretata da Richard Sanderson per il film  Il tempo delle mele e You Call It Love, interpretata da Karoline Krüger per Il tempo delle mele 3.
La musica di Cosma è influenzata, per sua stessa ammissione, da compositori quali Henry Mancini e da Burt Bacharach.

## Biografia
Vladimir Cosma è nato a Bucarest il 13 aprile 1940.
Figlio del pianista e direttore d'orchestra Theodor Cosma e di una compositrice e nipote del violinista Edgar Cosma, inizia ben presto ad interessarsi di musica, per poi iscriversi al Conservatorio Nazionale di Bucarest, dove si diploma in violino e composizione.
Nel 1963, si trasferisce a Parigi per perfezionare i propri studi: nella capitale francese studia con Nadia Boulanger e arricchisce il proprio bagaglio formativo, unendo alla preparazione classica quella nella musica folk, jazz e nella musica da film.
In seguito, tra il 1964 e il 1967, inizia una tournée di concerti per violino, che lo portano negli Stati Uniti, in America Latina ed in Estremo Oriente, durante la quale conosce nel 1966 il compositore Michel Legrand, incontro che si rivelerà decisivo per il suo ingresso nel mondo del cinema: per Legrand compone infatti i suoi primi arrangiamenti per film.
Nel 1967, inizia poi la sua lunga collaborazione con il regista Yves Robert, collaborazione che durerà fino al 2002, anno della morte di quest'ultimo.
Nel 1975, è autore della colonna sonora dello sceneggiato televisivo Michele Strogoff, tratto dal romanzo omonimo di Jules Verne.
Nel 1980, scrive il commento musicale del film diretto da Claude Pinoteau, esordio di Sophie Marceau, Il tempo delle mele ( La boum), dove "spicca" il famoso brano Reality, interpretato da Richard Sanderson.
Nel 1981, riceve il suo primo Premio César per la colonna sonora del film Diva  , mentre nel 1983 riceva a Cannes un premio alla carriera.
Firma quindi, tra l'altro, le colonne sonore dei film Asterix contro Cesare  (Astérix et la surprise de César , 1985), Asterix e la pozione magica  (Astérix chez les Bretons, 1986), Un pesce color rosa  (The Favour, the Watch and the Very Big Fish, 1991), A cena col diavolo  (Le souper, 1992), La cena dei cretini  (1998), ecc.
Nel frattempo, riceve per due volte il Premio SACEM, nel 1990 per l'opera musicale audiovisiva e nel 2003 per la musica da film.
Nel 2007 avviene la prima assoluta di Marius et Fanny, una sua composizione, protagonisti Roberto Alagna ed Angela Gheorghiu, a Marsiglia.

## Filmografia parziale

### Compositore

#### Cinema
- Alexandre... un uomo felice (Alexandre le bienheureux), regia di Yves Robert (1968)
- Moartea lui Joe Indianul, regia di Mihai Iacob e Wolfgang Liebeneiner (1968)
- But, regia di Dominique Delouche - cortometraggio (1968)
- Aserei Hahofesh, regia di Yona Zaretsky (1968)
- Clérambard, regia di Yves Robert (1969)
- Maldonne, regia di Sergio Gobbi (1969)
- Teresa, regia di Gérard Vergez (1970)
- Caïn de nulle part, regia di Daniel Daërt (1970)
- Che carriera che si fa con l'aiuto di mammà!... (Le distrait), regia di Pierre Richard (1970)
- Amami dolce zia (Chaleurs), regia di Daniel Daërt (1971)
- Alto, biondo e... con 6 matti intorno (Les malheurs d'Alfred), regia di Pierre Richard (1972)
- Lo B'Yom V'Lo B'Layla, regia di Steven Hilliard Stern (1972)
- La Vierge, regia di Tadeusz Matuszewski (1972)
- Le maliziose (Les Félines), regia di Daniel Daërt (1972)
- Alto, biondo e... con una scarpa nera (Le grand blond avec une chaussure noire), regia di Yves Robert (1972)
- Les Expériences érotiques de Frankenstein, regia di Jesús Franco (1972)
- Le giornate intime di una giovane donna (Le journal intime d'une nymphomane), regia di Jesús Franco (1972)
- Zozos (Les Zozos), regia di Pascal Thomas (1973)
- Chi è più matto ha ragione (La Raison du plus fou), regia di François Reichenbach (1973)
- Mani in alto! È una rapina (Le dingue), regia di Daniel Daërt (1973)
- Le sensuali (Les Infidèles), regia di Christian Lara (1973)
- L'Affaire Crazy Capo, regia di Patrick Jamain (1973)
- Le folli avventure di Rabbi Jacob (Les aventures de Rabbi Jacob), regia di Gérard Oury (1973)
- E Anna scoprì l'amore (Pleure pas la bouche pleine), regia di Pascal Thomas (1973)
- La Dernière bourrée à Paris, regia di Raoul André (1973)
- L'idolo della città (Salut l'artiste), regia di Yves Robert (1973)
- I buoni sentimenti stuzzicano l'appetito (Les grands sentiments font les bons gueuletons), regia di Michel Berny (1973)
- 1974: Il grande biondo (Le grand blond)
- 1975: Michele Strogoff (TV)
- 1975: La ragazza di madame Claude  (Le téléphone rose)
- 1976: Uova strapazzate (Les œufs brouillés)
- 1976: Dracula padre e figlio  (Dracule père et fils)
- 1976: Certi piccolissimi peccati  (Un éléphant ça trompe énormément)
- 1976: L'ala o la coscia? (L'aile ou la cuisse)
- 1976: Professione... giocattolo  (Le jouet)
- 1977: Autopsia di un mostro  (À chacun son enfer)
- 1977: Andremo tutti in paradiso  (Nous irons tous au paradis)
- 1977: Appuntamento in nero  (Rendez-vous en noir)
- 1977: L'animale
- 1978 - 1980: Sam & Sally (TV, 12 episodi)
- 1979: Coraggio scappiamo  (Courage fouyons)
- 1979: La dérobade - Vita e rabbia di una prostituta parigina  (La dérobade)
- 1980: L'ombrello bulgaro
- 1980: Un commissario al di sotto di ogni sospetto  (Inspecteur La Bavure)
- Il tempo delle mele  (La Boum), regia di Claude Pinoteau (1980)
- 1981: La capra (La chèvre)
- 1981: Diva
- 1982: L'asso degli assi
- 1982: Il tempo delle mele 2  (La boum 2)
- 1983: Ballando ballando
- 1983: Les compères - Noi siamo tuo padre (Les Compères)
- 1984: Le Septième Cible (film by Claude Pinoteau) Concerto de Berlin for violin and orchestra (Berliner Philharmoniker / Ivry Gitlis)
- 1985: I mondi assorbiti  (Les mondes engloutis, TV)
- 1985: Asterix e la sorpresa di Cesare  (Astérix et la surprise de César)
- 1986: Asterix e la pozione magica  (Astérix chez les Bretons)
- 1986: Due fuggitivi e mezzo  (Les Fugitifs)
- 1986: Il 7° bersaglio  (La 7ème cible)
- 1988: Il tempo delle mele 3  (L'étudiante)
- 1989: Fino al prossimo incontro  (TV, 1 episodio)
- 1990: La notte dei generali (TV)
- 1991: Un pesce color rosa  (The Favour, the Watch and the Very Big Fish)
- 1992: A cena col diavolo  (Le souper)
- 1994: Bonsoir
- 1998: La cena dei cretini
- 2000: La vache et le president
- 2001: L'apparenza inganna  (Le placard)
- 2004: Le president Ferrara (TV, 1 episodio)
- 2005: Grabuge!
- 2007: Les ballets écarlates
- 2007 - 2009: Myster Moky présente  (TV)
- 2008: Marius et Fanny (TV)
- 2009: Climax
- 2017: Un profilo per due

#### Televisione
- Les Aventures de Tom Sawyer - miniserie TV (1968)
- Tang - serie TV, 13 episodi (1971)
- De sang froid, regia di Abder Isker - film TV (1972)

### Attore
- Il tempo delle mele  (La Boum), regia di Claude Pinoteau (1980)
- Diva (1981)
- Il tempo delle mele 2  (La boum 2) (1982)
- Il tempo delle mele 3  (L'étudiante) (1983)

### Sceneggiatore
- 2008: Marius et Fanny (TV)

## Discografia parziale

### Album
- 1969: Clérambard
- 1978: La zizanie
- 1970: Alexandre le bienheureux
- 1985: Astérix et la surprise de César
- 1991: L'affaire Crazy Capo
- 1997: La moutarde me monte au nez!
- 2003: Disque d'or Vladimir Cosma, vol. 3

### Singoli
- 1967: Alexandre le bienheureux
- 1969: Pour un amour lointain
- 1971: Tang
- 1977: L'animal
- 1981: Diva

## Premi e riconoscimenti
- 1981: Premio César per la colonna sonora di Diva
- 1983: Premio alla carriera al Festival del cinema di Cannes
- 1983: Premio César per la colonna sonora di Le Bal
- 1990: Premio SACEM per la miglior opera audiovisiva
- 2003: Premio SACEM per la miglior musica da film